# Латиризм
Латири́зм — неврологическое заболевание человека и домашних животных вследствие отравления при поедании некоторых зернобобовых из рода Чина, содержащих токсичную оксалилдиаминопропионовую кислоту. Заболевание главным образом связано с видом Lathyrus sativus, и в меньшей степени с Lathyrus cicera, Lathyrus ochrus и Lathyrus clymenum. Болезнь поражает преимущественно молодых людей; мужчин чаще, чем женщин. Причины этого неясны; высказывалось предположение, что женские гормоны обеспечивают некоторую меру защиты.

## Географическое распространение
В прошлом принимало форму эпидемического заболевания, неоднократно наблюдавшегося во Франции, Италии, Алжире и Индии в неурожайные годы, когда жители из-за дороговизны хлеба или в результате незаконного добавления в хлеб токсичных семян пользовались как пищевым средством семенами чины или гороховника (душистый горошек, Lathyrus odoratus) из семейства Бобовые. Отравление душистым горошком, разновидность латиризма, называется «одоратизм».
Сейчас латиризм встречается в некоторых областях Бангладеш, Эфиопии, Индии и Непала.

## Описание

Оксалилдиаминопропионовая кислота

Глутаминовая кислота

Болезнь наступает иногда уже после шестинедельного употребления семян чины, иногда же спустя несколько месяцев, и поражает не только людей, но также и некоторых животных (лошадей, свиней, овец, уток). Болезнь, во многом напоминающая спинно-мозговую сухотку, обусловлена, по всей вероятности, поражением спинного мозга и характеризуется преимущественно явлениями паралича, особенно нижних конечностей. Чрезвычайно типична неправильная походка подобных больных. Иногда болезнь заканчивается гангреной нижних конечностей, как при хроническом отравлении спорыньей.
Главный действующий токсин — оксалилдиаминопропионовая кислота (ОДАП), токсичный аналог глутамата, отравляющий митохондрии и вызывающий гибель клеток. Гибель нейронов необратима, поэтому необратимы и симптомы заболевания. Толперизон, центральный миорелаксант, может использоваться для борьбы с судорогами при судорожном варианте заболевания.
При кормлении овец нужно следить за тем, чтобы токсиносодержащие корма не превышали 50 % рациона.